# West-Duitse herbewapening
De West-Duitse herbewapening of de Wiederbewaffnung is een discussie die werd gevoerd tussen 1949 en 1956 of de nieuwe staat, de Bondsrepubliek Duitsland een legermacht kon bezitten.

## Achtergrond
Na de Conferentie van Potsdam in 1945 werd Duitsland opgedeeld en de Wehrmacht ontbonden. Al vlug ontstond er spanningen rond de expansie van het communisme. De Amerikaanse president Harry S. Truman waarschuwde de wereld voor het dreigend gevaar in 1947, het begin van de Koude Oorlog. Na de Blokkade van Berlijn (1948-1949) kwam de discussie op gang over het zelfverdedigingsrecht van de Bondsrepubliek. De Franse premier René Pleven stelde een Europese Defensiegemeenschap voor. In 1952 kreeg de Bondsrepubliek met het Duitslandverdrag zijn soevereiniteit terug. In 1955 werd het lid van de NAVO en werd de Bundeswehr opgericht. Theodor Blank werd de eerste minister van Defensie.

## Sovjet-reactie
Als reactie op het toetreden van de Bondsrepubliek Duitsland tot de NAVO richtte Sovjetpartijleider Nikita Chroesjtsjov het Warschaupact op, op 14 mei 1955. Het jaar erop zag de Nationale Volksarmee in de Duitse Democratische Republiek het licht.